# 김준옥
김준옥(1935년 6월 25일 ~)은 조선민주주의인민공화국의 조선4·26아동영화촬영소의 만화영화연출가이자 인민예술가이다.

## 생애
황해남도 벽성군에서 출생하였다. 김준옥은 1958년 평양미술대학을 졸업한 후 조선4·26아동영화촬영소의 예술가가 되었다. (당시 이름은 조선예술영화 촬영소) 그 후부터 현재까지 조선민주주의인민공화국의 만화영화 미술가, 연출가로 활동중이다. 

## 활동
1968년에 첫 작품인 아동영화 '억쇠'를 제작하였다.
1970년대 초중반, 그가 계획 제작한 최초의 연속편 만화영화 "다람이와 고슴도치"는 조선민주주의인민공화국에서 큰 인기를 얻었다. 그 후 동화이야기 "두 장군 이야기", "날개달린 룡마", "그림운동회", "꼬마박사" 등의 아동영화 300편, 연속편 만화영화 "령리한 너구리" 중의 10여편의 작품들을 만들었다.

## 제작한 작품들
- 억쇠(1968년)
- 다람이와 고슴도치(1977년) - 1~4화까지 감독
- 선녀와 나무꾼(2008년) - 감독. 몬도 TV에서 "The Enchanted Mountain"라는 제목으로 다국어 더빙.
- 흥부와 놀부(2008년) - 감독. 몬도 TV에서 "The Queen of the Swallows"라는 제목으로 다국어 더빙.
- 령리한 너구리(1987년) - 10여편 연출 담당
- Pif et Hercule(1989년) - 프랑스와 공동 제작. 감독.
- 날개달린 룡마
- 타이타닉의 전설 - 미술 담당.